# Acreción (geología)

Convergencia oceánico-continental y creación de cuña de acreción

La acreción, en geología, es un proceso mediante el cual se agrega material a una placa tectónica en una zona de subducción, frecuentemente en el borde de las masas continentales existentes. El material agregado puede ser sedimento, arcos volcánicos, montes submarinos, corteza oceánica u otras características ígneas.

## Descripción
La acreción implica la adición de material a una placa tectónica a través de la subducción, el proceso por el cual una placa es forzada debajo de la otra cuando dos placas chocan. La placa que está siendo forzada hacia abajo, la placa subducida, se empuja contra la placa superior. Los sedimentos en el fondo del océano de la placa de subducción a menudo se raspan a medida que la placa desciende, este material acumulado se llama cuña de acreción (o prisma de acreción), que se empuja y se adhiere a la placa superior. Además de los sedimentos oceánicos acumulados, los arcos insulares volcánicos o los montes submarinos presentes en la placa subductora pueden fusionarse en la corteza continental existente en la placa superior, aumentando la masa continental.

## Construcción continental
La corteza continental difiere significativamente de la corteza oceánica. La corteza oceánica se compone principalmente de rocas basálticas, que tienen una densidad más alta que las rocas que componen la mayor parte de la corteza continental. Los arcos insulares y otras rocas volcánicas también tienen una densidad más baja que la corteza oceánica y, por lo tanto, no se subducen fácilmente junto con la corteza oceánica que los rodea. En cambio, estos trozos de corteza menos densos chocarán con la corteza continental existente en la placa superior una vez que la corteza oceánica que los separa esté completamente subducida. La mayoría de los continentes se componen de múltiples terrenos acumulados, trozos de corteza continental de baja densidad con diferentes orígenes. Por ejemplo, América del Norte está formada por múltiples terrenos acumulados que colisionaron con el protocontinente Laurentia, como los terrenos proterozoicos de Yavapai, Mazatzal y de la Provincia de Grenville. Los terrenos acumulados a lo largo de los límites de la placa de subducción moderna incluyen el complejo de acreción Nankai de Japón (subducción de la placa filipina debajo de la placa euroasiática), la cresta de Barbados en el Caribe (subducción de la placa del Caribe debajo de la placa norteamericana) y la cresta mediterránea (subducción de la placa africana debajo de la placa euroasiática). Estos ejemplos de terrenos con acreción también incluyen cuñas de acreción.